# Saison 1 de Drag Race España All Stars
La première saison de Drag Race España All Stars est diffusée pour la première fois le 4 février 2024 sur Atresplayer Premium en Espagne et sur WOW Presents Plus à l'international.
La création d'une version All Stars de Drag Race España est confirmée le 20 septembre 2022. Le casting est composé de neuf candidates et est annoncé le 15 janvier 2024.
La gagnante de la saison reçoit 30 000 euros.
La gagnante de la saison est Drag Sethlas, avec comme seconde Samantha Ballentines.

## Candidates
Les candidates de la première saison de Drag Race España All Stars sont :
(Les noms et âges donnés sont ceux annoncés au moment de la compétition.)
| Candidate            | Âge | Saison originale | Classement original | Classement final  |
| -------------------- | --- | ---------------- | ------------------- | ----------------- |
| Drag Sethlas         | 32  | Saison 2         | 6e place            | Gagnante          |
| Samantha Ballentines | 36  | Saison 2         | 10e place           | Seconde           |
| Hornella Góngora     | 35  | Saison 3         | 3e/4e place         | 3e place 4e place |
| Juriji Der Klee      | 32  | Saison 2         | 5e place            | 3e place 4e place |
| Pupi Poisson         | 41  | Saison 1         | 4e place            | 5e place          |
| Sagittaria           | 24  | Saison 1         | Seconde             | 6e place          |
| Pakita               | 29  | Saison 3         | 7e/8e place         | 7e place          |
| Onyx Unleashed       | 34  | Saison 2         | 8e place            | 8e place          |
| Pink Chadora         | 38  | Saison 3         | 7e/8e place         | 9e place          |

## Progression des candidates
|            |                      | Épisode | Épisode | Épisode | Épisode | Épisode | Épisode        | Épisode  |
| 1          | 2                    | 3       | 4       | 5       | 6       | 7       |                |          |
| ---------- | -------------------- | ------- | ------- | ------- | ------- | ------- | -------------- | -------- |
| Candidates | Drag Sethlas         | WIN     | WIN     | WIN     | HIGH    | WIN     | INVITÉE        | GAGNANTE |
| Candidates | Samantha Ballentines | HIGH    | HIGH    | SAFE    | WIN     | WIN     | MISS SYMPATHIE | SECONDE  |
| Candidates | Hornella Góngora     | WIN     | LOW     | SAFE    | BTM2    | BTM3    | INVITÉE        | ÉLIMINÉE |
| Candidates | Juriji Der Klee      | SAFE    | SAFE    | WIN     | WIN     | BTM3    | INVITÉE        | ÉLIMINÉE |
| Candidates | Pupi Poisson         | LOW     | WIN     | BTM2    | SAFE    | ELIM    | INVITÉE        | INVITÉE  |
| Candidates | Sagittaria           | SAFE    | BTM2    | HIGH    | ELIM    |         | INVITÉE        | INVITÉE  |
| Candidates | Pakita               | SAFE    | SAFE    | ELIM    |         |         | INVITÉE        | INVITÉE  |
| Candidates | Onyx Unleashed       | BTM2    | ELIM    |         |         |         | MISS LOST LOOK | INVITÉE  |
| Candidates | Pink Chadora         | ELIM    |         |         |         |         | INVITÉE        | INVITÉE  |

 La candidate a gagné Drag Race España All Stars.
 La candidate a fini seconde.
 La candidate a été éliminée lors de la finale.
 La candidate a été élue Miss Sympathie.
 La candidate a remporté le titre de Miss Lost Look pour avoir la meilleure tenue non diffusée de la saison.
 La candidate a gagné le maxi défi et le lip-sync.
 La candidate a gagné le maxi défi mais a perdu le lip-sync.
 La candidate a reçu des critiques positives des juges et a été déclaré sauve.
 La candidate a été déclarée sauve.
 La candidate a reçu des critiques négatives des juges et a été déclaré sauve.
 La candidate a été en danger d'élimination.
 La candidate a été éliminée.

## Lip-syncs
| Épisode | Candidate (Choix d'élimination) | vs. | Candidate (Choix d'élimination)     | Chanson         | Artiste              | Gagnante             | Candidates en danger d'élimination            | Candidate éliminée   |
| ------- | ------------------------------- | --- | ----------------------------------- | --------------- | -------------------- | -------------------- | --------------------------------------------- | -------------------- |
| 1       | Drag Sethlas (Pink Chadora)     | vs. | Hornella Góngora (Onyx Unleashed)   | Me gustas mucho | Rocío Dúrcal         | Drag Sethlas         | Onyx Unleashed Pink Chadora                   | Pink Chadora         |
| 2       | Drag Sethlas (Sagittaria)       | vs. | Pupi Poisson (Onyx Unleashed)       | Nochentera      | Vicco                | Pupi Poisson         | Onyx Unleashed Sagittaria                     | Onyx Unleashed       |
| 3       | Drag Sethlas (Pakita)           | vs. | Juriji Der Klee (Pupi Poisson)      | Llorando Por Ti | K.U. Minerva         | Drag Sethlas         | Pakita Pupi Poisson                           | Pakita               |
| 4       | Juriji Der Klee (Sagittaria)    | vs. | Samantha Ballentines (Sagittaria)   | Mafiosa         | Nathy Peluso         | Samantha Ballentines | Hornella Góngora Sagittaria                   | Sagittaria           |
| 5       | Drag Sethlas (Pupi Poisson)     | vs. | Samantha Ballentines (Pupi Poisson) | La zarzamora    | Lola Flores          | Samantha Ballentines | Hornella Góngora Juriji Der Klee Pupi Poisson | Pupi Poisson         |
| Épisode | Candidate                       | vs. | Candidate                           | Chanson         | Artiste              | Gagnante             | Gagnante                                      | Gagnante             |
| 7       | Juriji Der Klee                 | vs. | Samantha Ballentines                | Pop             | La Oreja de Van Gogh | Samantha Ballentines | Samantha Ballentines                          | Samantha Ballentines |
| 7       | Drag Sethlas                    | vs. | Hornella Góngora                    | Yo no soy esa   | Rosa López           | Drag Sethlas         | Drag Sethlas                                  | Drag Sethlas         |
| 7       | Drag Sethlas                    | vs. | Samantha Ballentines                | Eloise          | Tino Casal           | Drag Sethlas         | Drag Sethlas                                  | Drag Sethlas         |

 La candidate a été éliminée après sa première fois en danger d'élimination.
 La candidate a été éliminée après sa deuxième fois en danger d'élimination.
 La candidate a remporté le lip-sync et a participé au lip-sync pour la couronne.
 La candidate a remporté le lip-sync et la saison.

## Juges invités
Cités par ordre d'apparition :
- Bárbara Rey, actrice espagnole[3] ;
- Silvia Abril, actrice espagnole ;
- Laura Sánchez, mannequin et actrice espagnole ;
- Nathy Peluso, chanteuse argentine ;
- Inés Hernand, présentatrice télévisée espagnole.

### Invités spéciaux
Certains invités apparaissent dans les épisodes, mais ne font pas partie du panel de jurés.
Épisode 2
- Yola Berrocal, danseuse et personnalité médiatique espagnole ;
- Yurena, chanteuse espagnole.

Épisode 4
- Carlos Marco, chanteuse et producteur espagnol ;
- Tamy Nsue, chanteuse et actrice espagnole.
- Carmelo Segura, chorégraphe espagnol.